# 消費者問題に関する特別委員会
消費者問題に関する特別委員会（しょうひしゃもんだいにかんするとくべついいんかい）は、日本の衆議院及び参議院に設置されている特別委員会。国会法第45条の規定に基づき設置されている。

## 概要
消費者問題に関する特別委員会は、衆議院と参議院に置かれている特別委員会である。
消費者問題に関する特別委員会が国会に最初に置かれたのは、第171回国会（2009年（平成21年）1月5日召集）である。衆議院においては現在まですべての国会で設置されている。
消費者問題に関する特別委員会は、消費者の利益の擁護及び増進等に関する総合的な対策の樹立を目的に設置されている。
参議院においては第200回国会より地方創生及び消費者問題に関する特別委員会が設置されたが、第208回国会にて「消費者問題に関する特別委員会」と「地方創生及びデジタル社会の形成等に関する特別委員会」に分割され、再び設置された。
委員の選任は、すべて議長の指名によって行われる（衆議院規則37条・参議院規則30条1項）。実際には、各議院運営委員会において、各会派の議席数に応じて各委員会の委員の員数も配分され、個別の人事は配分された員数の範囲内で各会派によって行われる。
委員長は、委員の互選（国会法45条）で選任されると定められているが、投票によらないで動議によって選出されることがほとんどである。委員長の選挙は年長者が主催することになっている（衆議院規則101条・参議院規則80条）。事前に各会派間で協議された特別委員長各会派割当てと会派申出の候補者に基づいておこなわれる。なお、委員長に事故があった場合は理事が職務を行うことになっている（衆議院規則38条2項・参議院規則31条3項）。
理事の選任は委員の互選（衆議院規則38条1項・参議院規則31条）となっているが、委員会設置以来すべて委員長の指名により行われている。理事の員数および各会派割当ては議院運営委員会で決定した基準により、選挙など会派の構成が大きく変わった際に見直される。

## 衆議院
- 衆議院における委員の選任は、総選挙後初めて召集される会期の始めに行われる（国会法第42条および衆議院委員会先例集9号）か、国会法または衆議院規則の改正により必要となったとき（衆議院委員会先例集10号）のみであり、その他の場合は異動とみなし、委員の辞任と補欠選任で対処することになっている。
- 多くの会派は、総選挙後の国会と毎年秋に召集される臨時国会の冒頭で各委員の構成を見直すことを例としていることから、実際に委員の構成が大きく変わるのはその際である。
- 委員の会派割当数は所属議員の比率により議院運営委員会において決定される（国会法第46条および衆議院委員会先例集12号）。

### 組織
衆議院消費者問題に関する特別委員会の員数は40人である（衆議院規則100条）。委員長1名、理事8名が選出または指名される。
衆議院消費者問題に関する特別委員会の組織
2023年（令和5年）4月28日現在
- 消費者問題に関する特別委員長
  - 稲田朋美（自由民主党・無所属の会）

- 理事
  - 井原巧、堀内詔子、宮崎政久、宮下一郎（自由民主党・無所属の会）
  - 山田勝彦、吉田統彦（立憲民主党・無所属）
  - 池畑浩太朗（日本維新の会）
  - 古屋範子（公明党）

- 委員
  - 上杉謙太郎、柿沢未途、勝目康、岸信千世、小林鷹之、田畑裕明、武村展英、土田慎、中山展宏、鳩山二郎、平沼正二郎、船田元、牧原秀樹、松島みどり、保岡宏武（自由民主党）
  - 青山大人、井坂信彦、石川香織、大河原雅子、早稲田夕季（立憲民主党・無所属）
  - 浅川義治、沢田良（日本維新の会）
  - 国重徹、吉田久美子（公明党）
  - 田中健（国民民主党・無所属クラブ）
  - 本村伸子（日本共産党）

### 所管事項
衆議院消費者問題に関する特別委員会の所管事項は次の通り。
1. 消費者の利益の擁護及び増進等に関する総合的な対策の樹立

国政調査案件
1. 消費者の利益の擁護及び増進等に関する総合的な対策に関する事項

### 歴代委委員長
| 衆議院消費者問題に関する特別委員長 | 衆議院消費者問題に関する特別委員長 | 衆議院消費者問題に関する特別委員長 | 衆議院消費者問題に関する特別委員長 |
| ---------------------------------- | ---------------------------------- | ---------------------------------- | ---------------------------------- |
| 1                                  | 船田元                             | 2009年1月5日 - 2009年7月21日       | 自由民主党                         |
| 2                                  | 末松義規                           | 2009年9月18日 - 2010年10月1日      | 民主党                             |
| 3                                  | 生方幸夫                           | 2010年10月1日 - 2011年5月13日      | 民主党                             |
| 4                                  | 石毛鍈子                           | 2011年5月13日 - 2011年9月13日      | 民主党                             |
| 5                                  | 青木愛                             | 2011年9月13日 - 2011年7月10日      | 民主党                             |
| 6                                  | 阿久津幸彦                         | 2012年7月10日 - 2012年11月16日     | 民主党                             |
| 7                                  | 吉川貴盛                           | 2012年12月27日 - 2013年10月15日    | 自由民主党                         |
| 8                                  | 山本幸三                           | 2013年10月15日 - 2014年9月29日     | 自由民主党                         |
| 10                                 | 鴨下一郎                           | 2014年9月29日 - 2016年1月4日       | 自由民主党                         |
| 11                                 | 江﨑鐵磨                           | 2016年1月4日 - 2017年1月20日       | 自由民主党                         |
| 12                                 | 原田義昭                           | 2017年1月20日 - 2017年9月28日      | 自由民主党                         |
| 13                                 | 桜田義孝                           | 2017年11月2日 - 2018年7月22日      | 自由民主党                         |
| 14                                 | 土屋品子                           | 2018年10月24日 - 2020年9月18日     | 自由民主党                         |
| 15                                 | 永岡桂子                           | 2020年10月27日 - 2021年            | 自由民主党                         |
| 16                                 | 松島みどり                         | 2021年 - 2022年10月2日             | 自由民主党                         |
| 17                                 | 稲田朋美                           | 2022年10月2日 - 2023年10月20日     | 自由民主党                         |
| 18                                 | 秋葉賢也                           | 2023年10月20日 - 2024年10月9日     | 自由民主党                         |
| 19                                 | 浦野靖人                           | 2024年11月13日 - 現職              | 日本維新の会                       |

## 参議院

### 組織
参議院消費者問題に関する特別委員会の員数は20人である（参議院規則78条）。委員長1名、理事4名が選出または指名される。
参議院消費者問題に関する特別委員会の組織
2023年（令和5年）4月28日現在
- 消費者問題に関する特別委員長
  - 松沢成文（日本維新の会）

- 理事
  - 小鑓隆史、中田宏（自由民主党）
  - 川田龍平（立憲民主・社民）
  - 安江伸夫（公明党）

- 委員
  - 赤松健、生稲晃子、神谷政幸、古賀友一郎、田中昌史、比嘉奈津美、宮本周司、山田太郎（自由民主党）
  - 小沢雅仁、羽田次郎、村田享子（立憲民主・社民）
  - 宮崎勝（公明党）
  - 梅村聡（日本維新の会）
  - 田村麻美（国民民主党・新緑風会）
  - 倉林明子（日本共産党）

### 所管事項
参議院消費者問題に関する特別委員会の所管事項は次の通り。
1. 消費者の利益の擁護及び増進等に関する総合的な対策の樹立

国政調査案件
1. 消費者の利益の擁護及び増進等に関する総合的な対策に関する事項

### 歴代委員長
| 参議院消費者問題に関する特別委員長 | 参議院消費者問題に関する特別委員長 | 参議院消費者問題に関する特別委員長 | 参議院消費者問題に関する特別委員長 |
| ---------------------------------- | ---------------------------------- | ---------------------------------- | ---------------------------------- |
| 1                                  | 草川昭三                           | 2009年4月22日 - 2009年10月26日     | 公明党                             |
| 2                                  | 山本香苗                           | 2009年10月26日 - 2010年7月30日     | 公明党                             |
| 3                                  | 谷合正明                           | 2010年7月30日 - 2011年9月13日      | 公明党                             |
| 4                                  | 山本博司                           | 2011年9月13日 - 2012年10月29日     | 公明党                             |
| 5                                  | 加藤修一                           | 2012年10月29日 - 2013年7月28日     | 公明党                             |
| 6                                  | 寺田典城                           | 2013年8月7日 - 2013年1月24日       | みんなの党                         |
| 7                                  | 行田邦子                           | 2014年1月24日 - 2014年9月29日      | みんなの党                         |
| 8                                  | 佐藤ゆかり                         | 2014年9月29日 - 2014年11月21日     | 自由民主党                         |
| 8                                  | 石井みどり                         | 2014年12月24日 - 2015年1月26日     | 自由民主党                         |
| 10                                 | 西田昌司                           | 2015年1月26日 - 2016年1月4日       | 自由民主党                         |
| 11                                 | 熊谷大                             | 2016年1月4日 - 2017年1月20日       | 自由民主党                         |
| 12                                 | 石井みどり                         | 2017年1月20日 - 2017年9月28日      | 自由民主党                         |
| 13                                 | 三原じゅん子                       | 2017年9月28日 - 2018年10月24日     | 自由民主党                         |
| 14                                 | 宮沢洋一                           | 2018年10月24日 - 2019年8月5日      | 自由民主党                         |
| 15                                 | 舟山康江                           | 2022年1月17日 - 2022年8月3日       | 国民民主党                         |
| 16                                 | 松沢成文                           | 2022年8月3日 - 2023年1月25日       | 日本維新の会                       |
| 17                                 | 石井章                             | 2023年1月25日 -                    | 公明党                             |

## 所管国務大臣等
委員会が審査又は調査を行うときは、政府に対する委員の質疑は、国務大臣又は内閣官房副長官、副大臣若しくは大臣政務官に対して行う（参議院規則42条の2）。どの国務大臣等に対して出席を求めるかは、各議院の委員会において、委員長及び理事の協議で決定される。消費者問題に関する特別委員会において出席を求められる主な国務大臣等は、以下の通り。
- 内閣府特命担当大臣（消費者及び食品安全担当）
  - 自見英子（自由民主党）

- 以上の国務大臣の下に置かれる内閣官房副長官、副大臣、大臣政務官など。